# Coca (pastís)

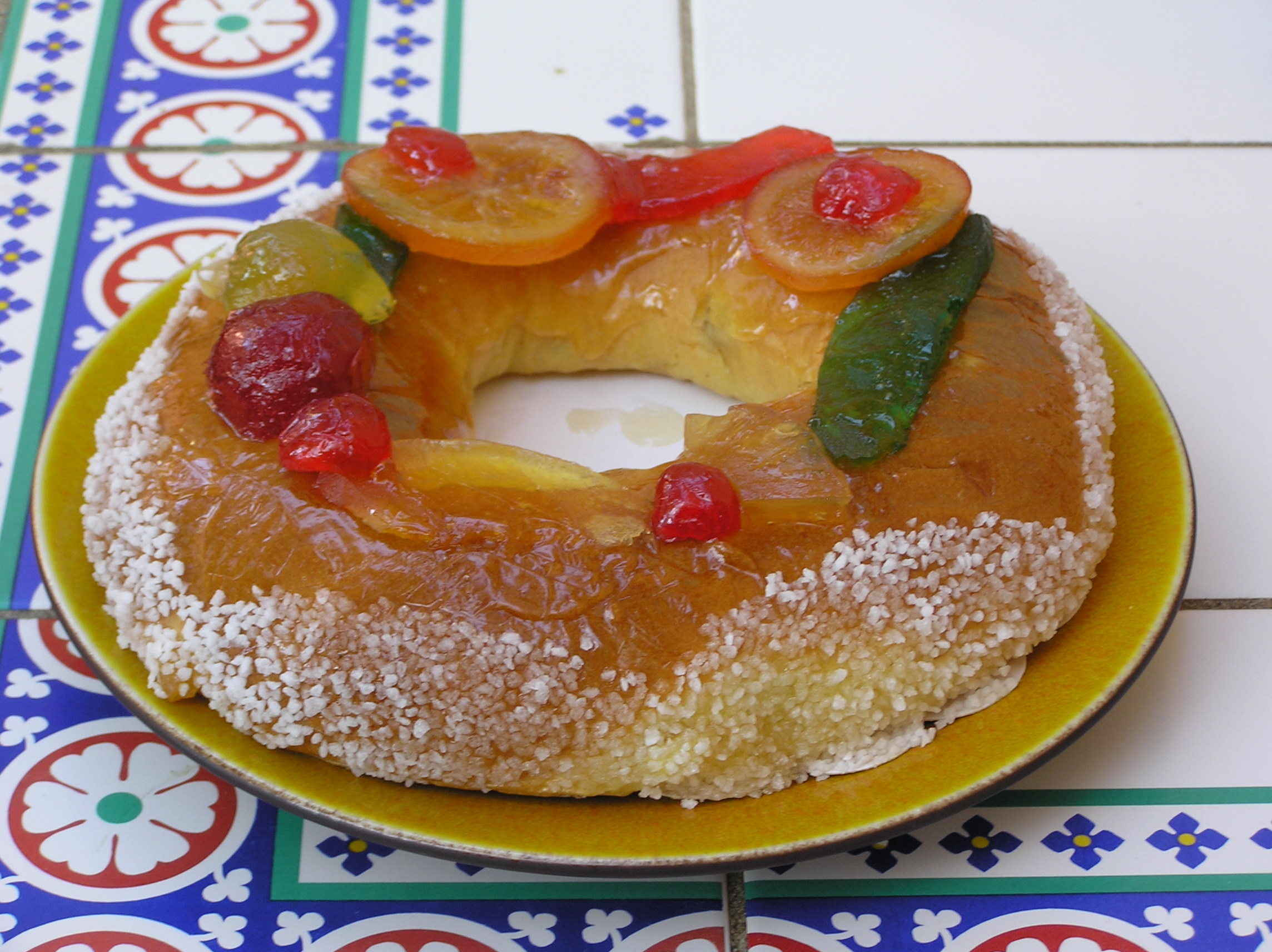
Coca (o galeta) de reis, un exemple de la coca dolça

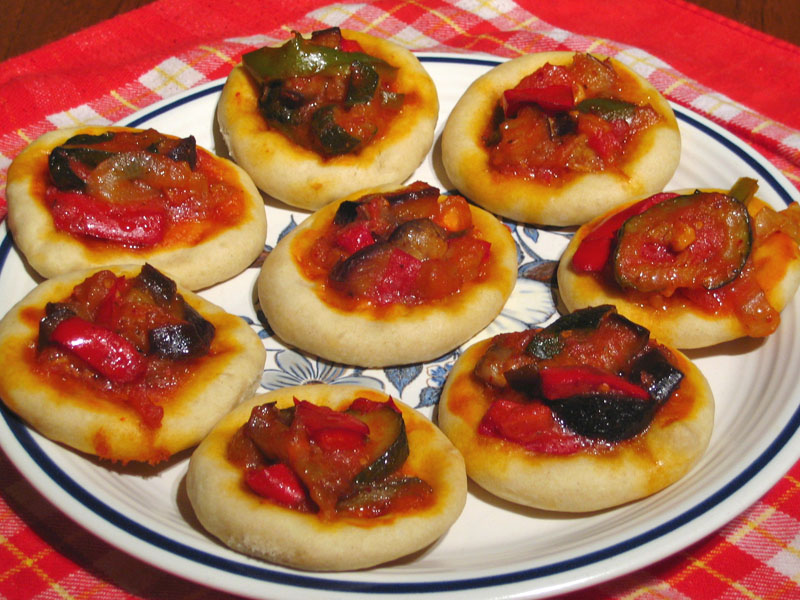
Coca de mullador, un exemple de la coca salada

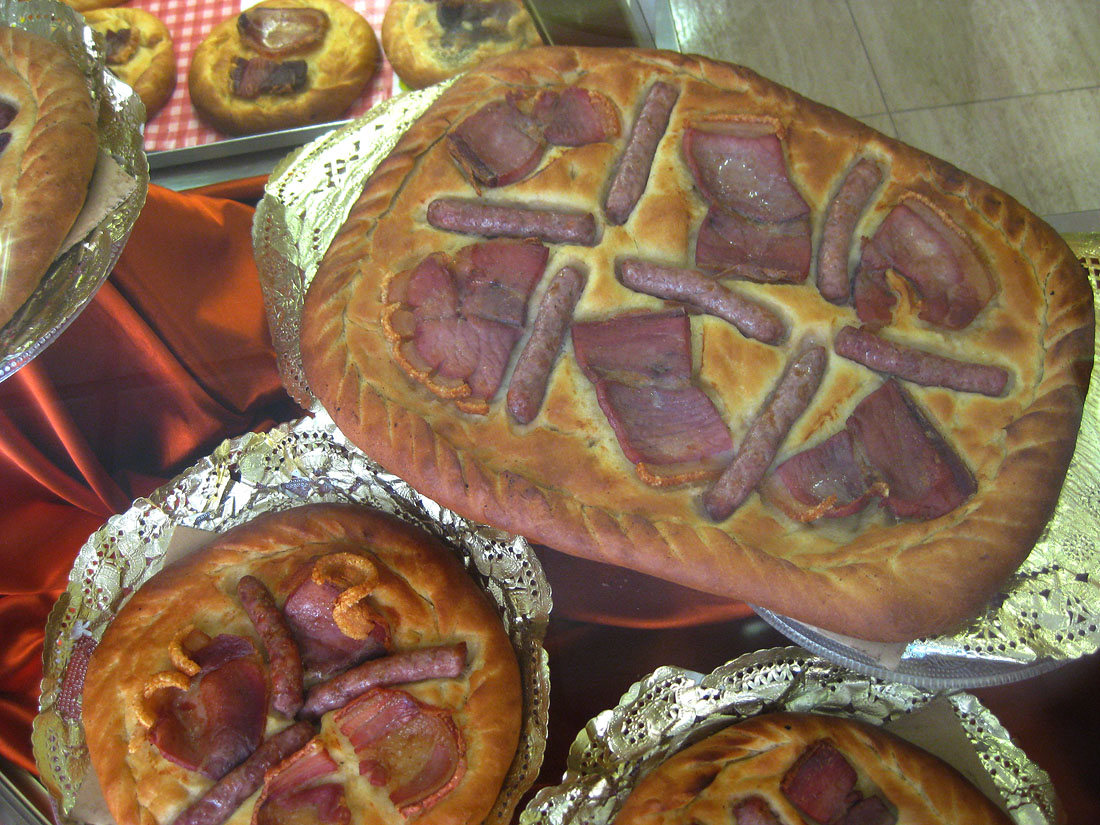
Coca de xulla, una coca habitual a indrets de muntanya. Aquesta s'anomena bollo i es fa a la Plana d'Utiel

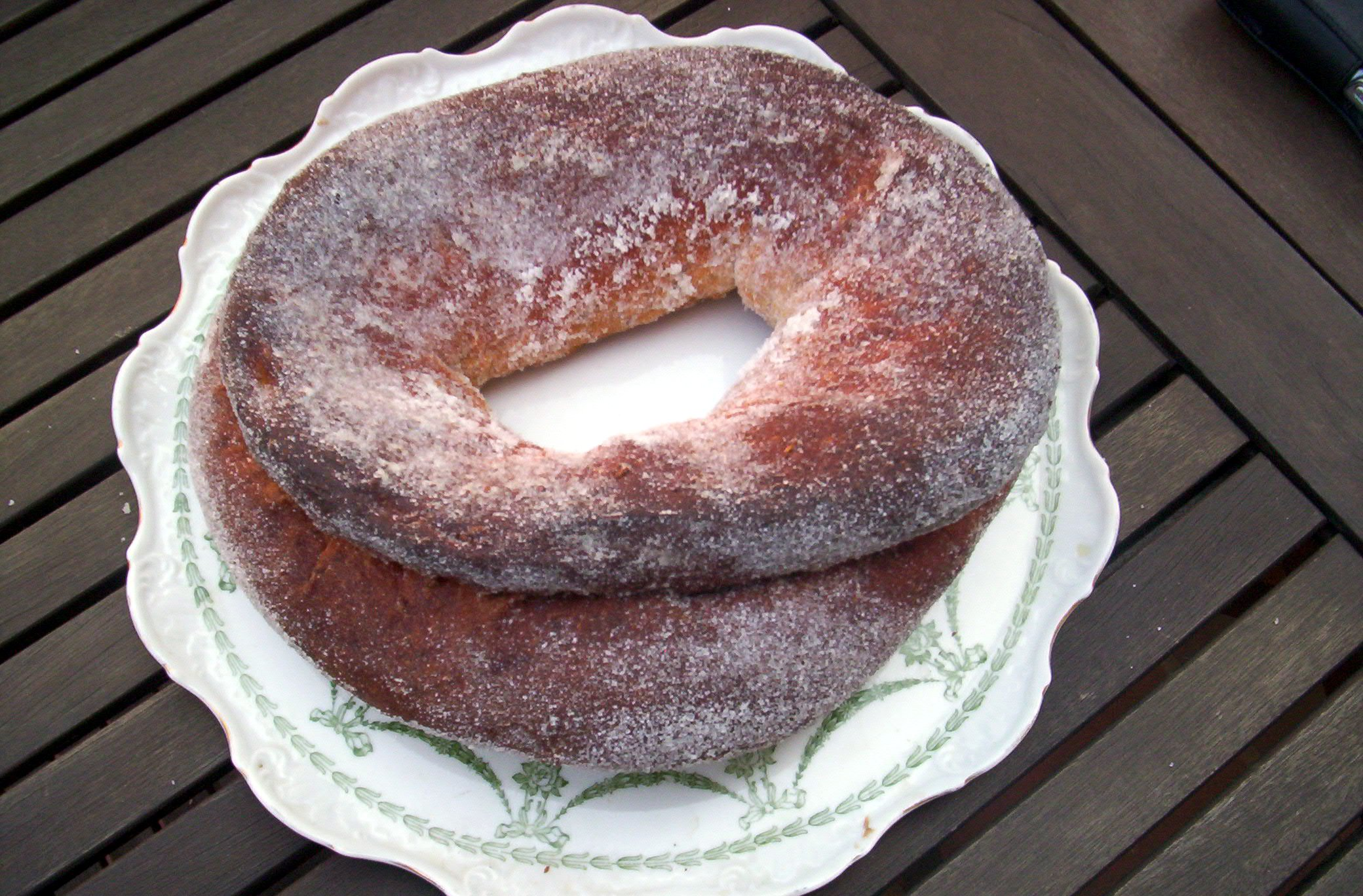
Coca de garlanda, una coca foradada típica del Penedès

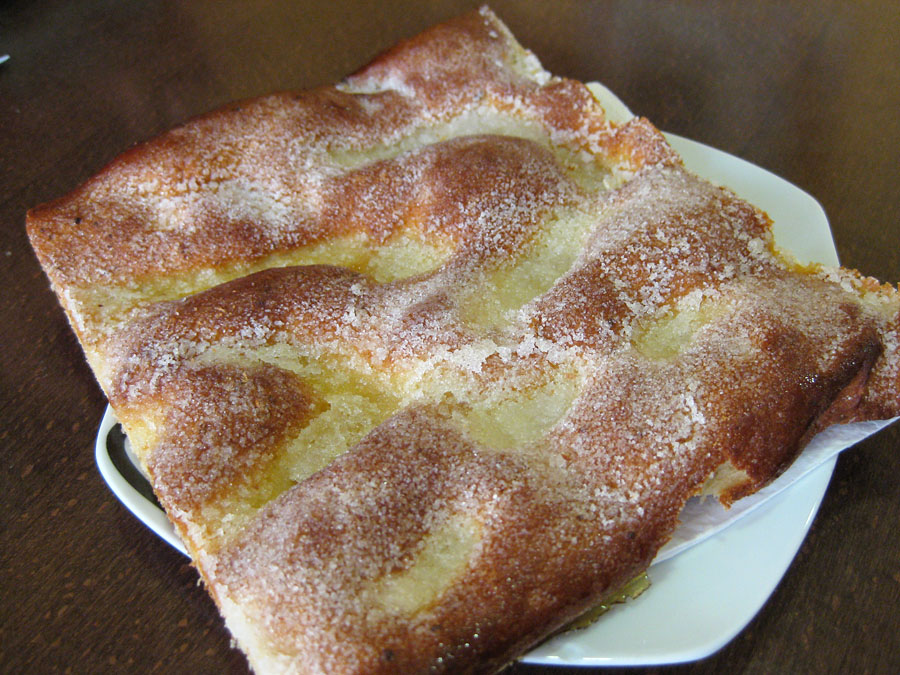
Coca d'anís, una coca plana típica d'Osona. Aquesta és d'Altafulla, Tarragonès

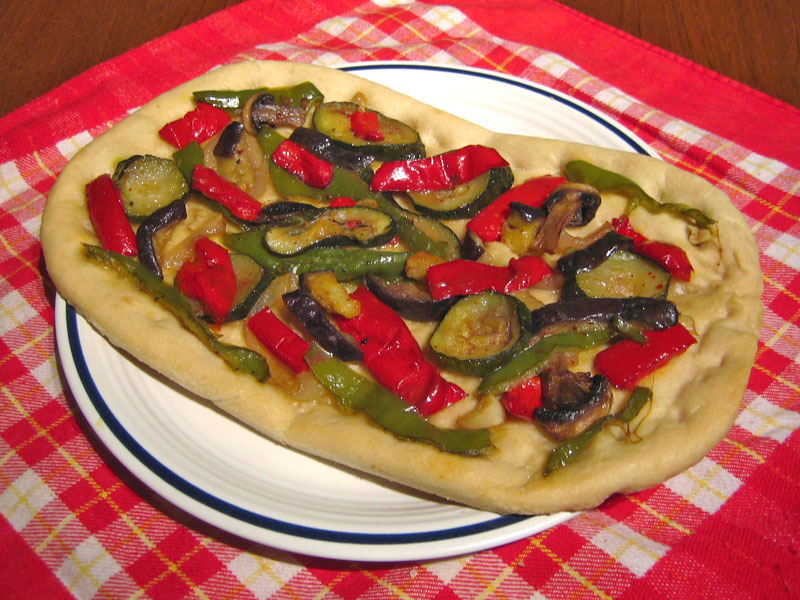
Coca d'escalivada

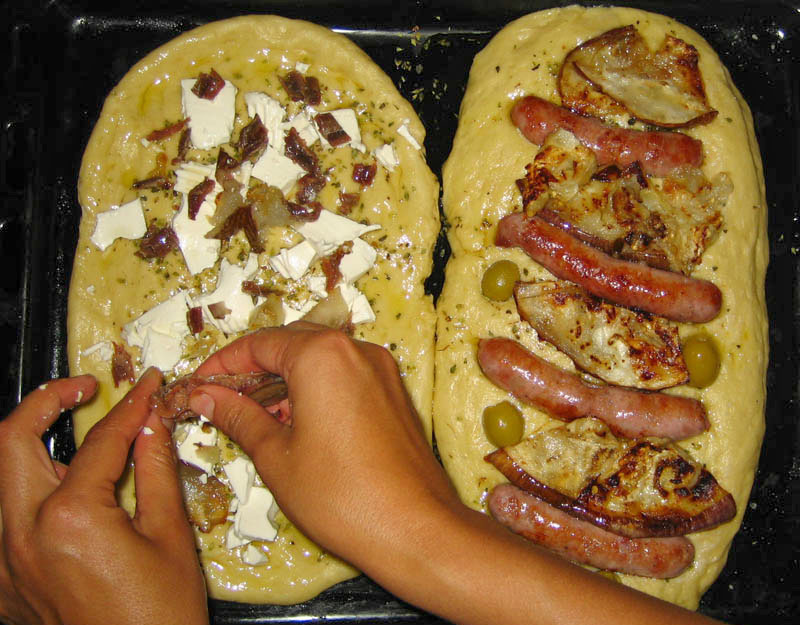
Coca de peix i coca de recapte en preparació

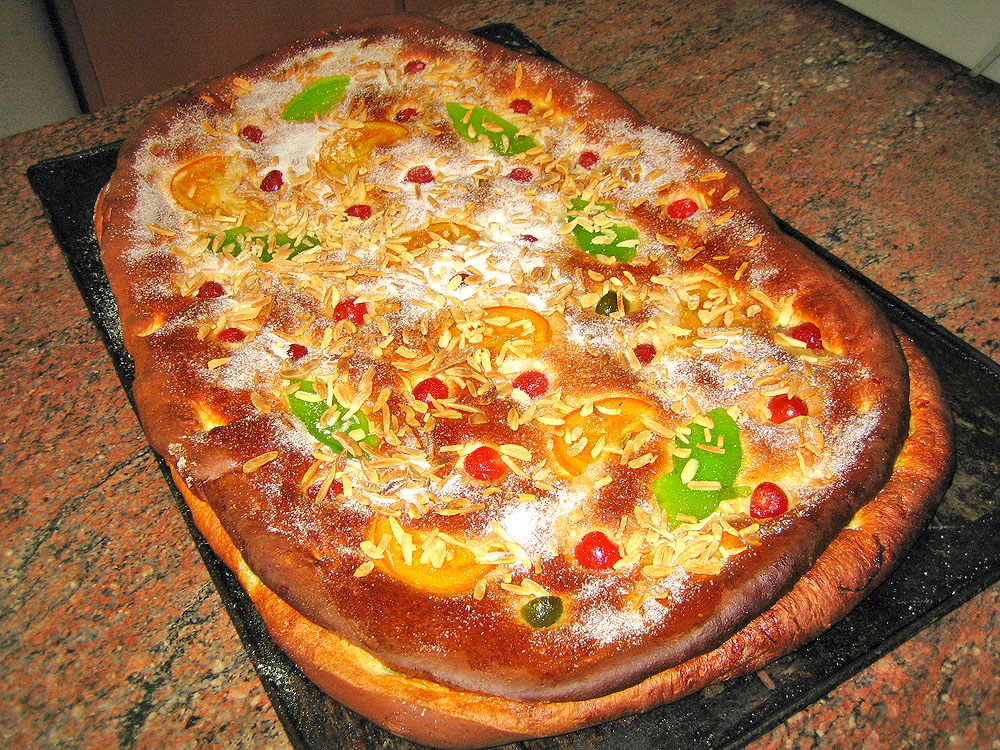
Coca de Sant Joan

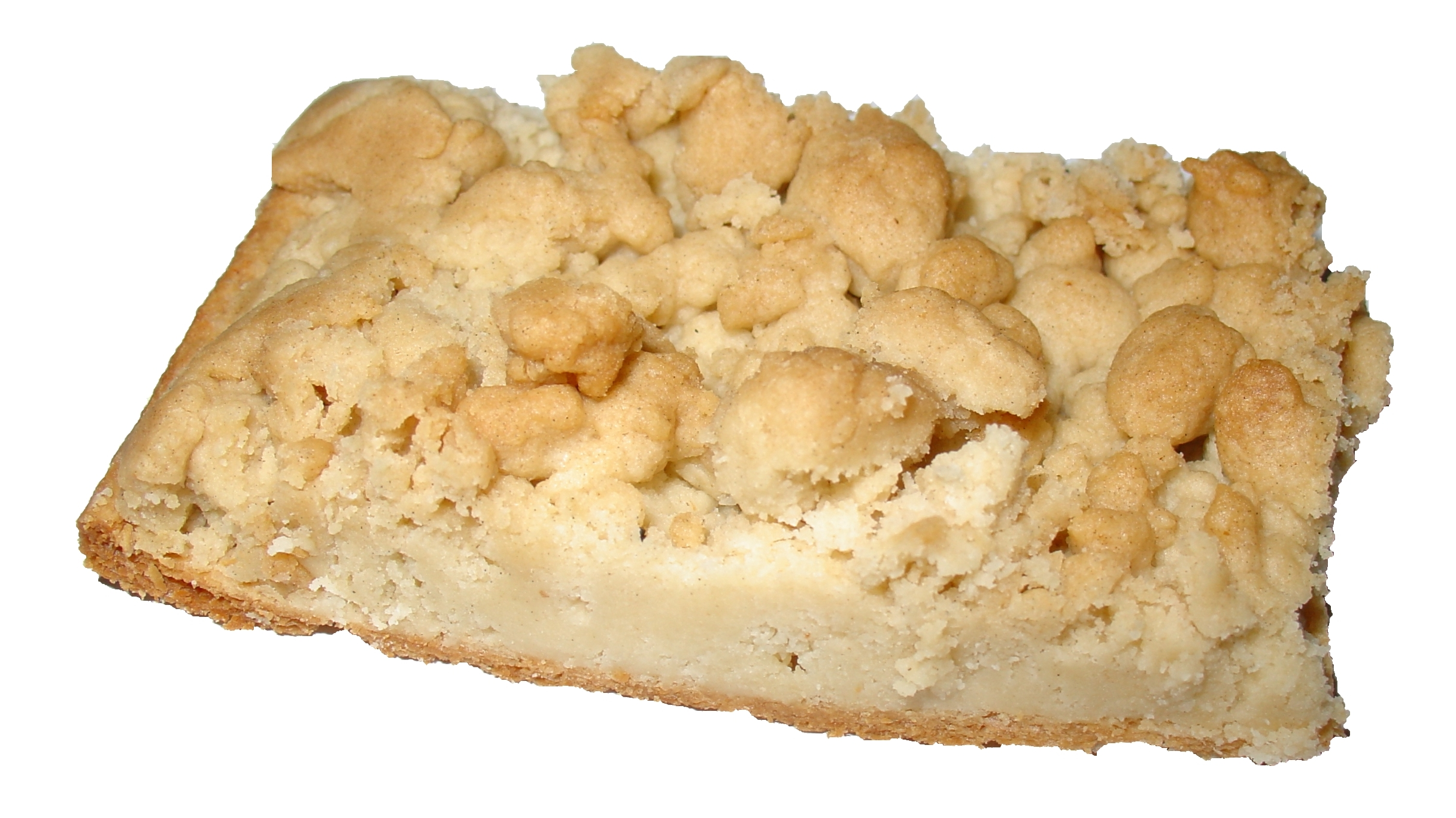
Coca de molletes, típica de l'Alacantí

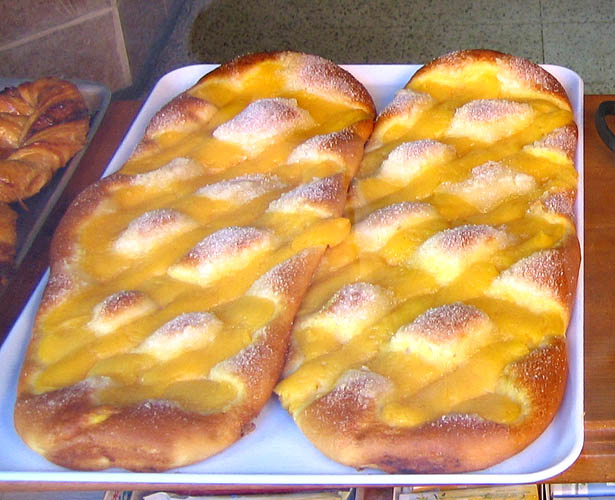
Coca de crema a Les, Vall d'Aran. És una preparació habitual arreu de Catalunya. En aquest cas, hom pot notar la semblança amb el fogasset o brioix occità.

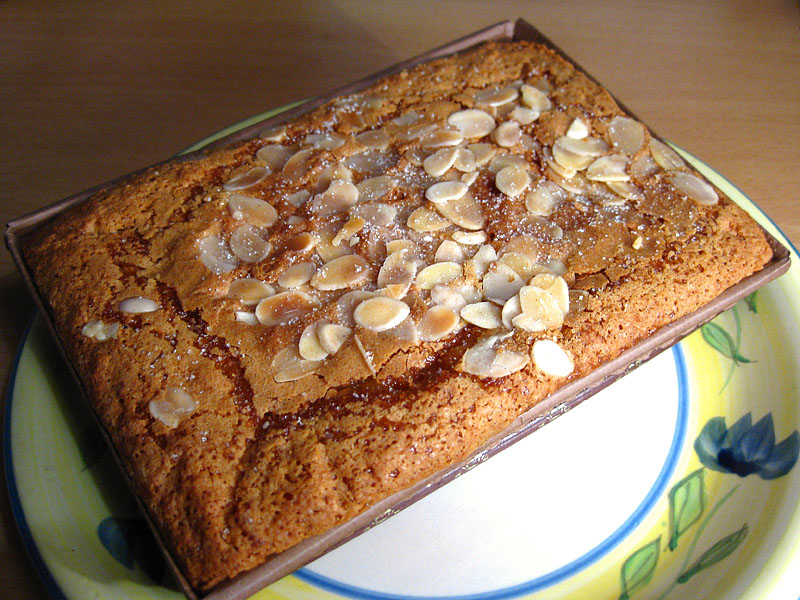
Coca de llanda de sabor carabassa, a València. És una coca habitual arreu del centre del País Valencià

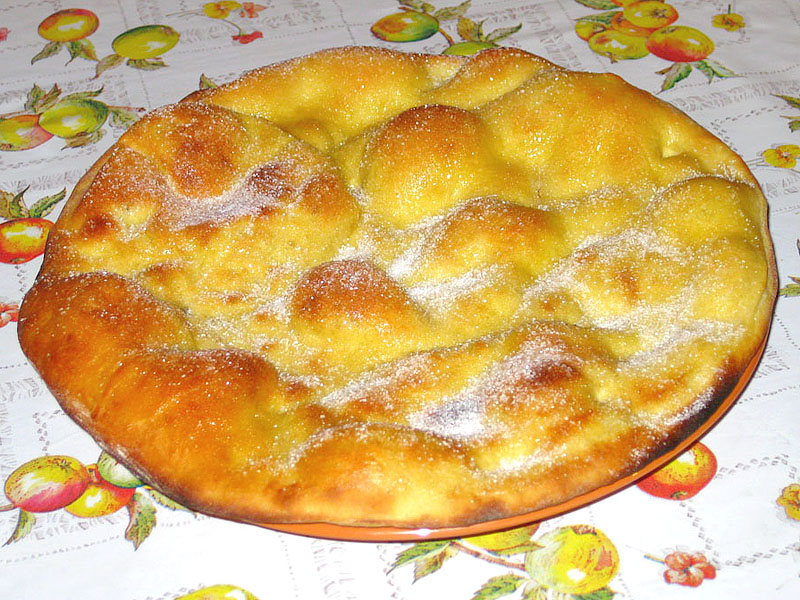
Coca de sucre del Priorat

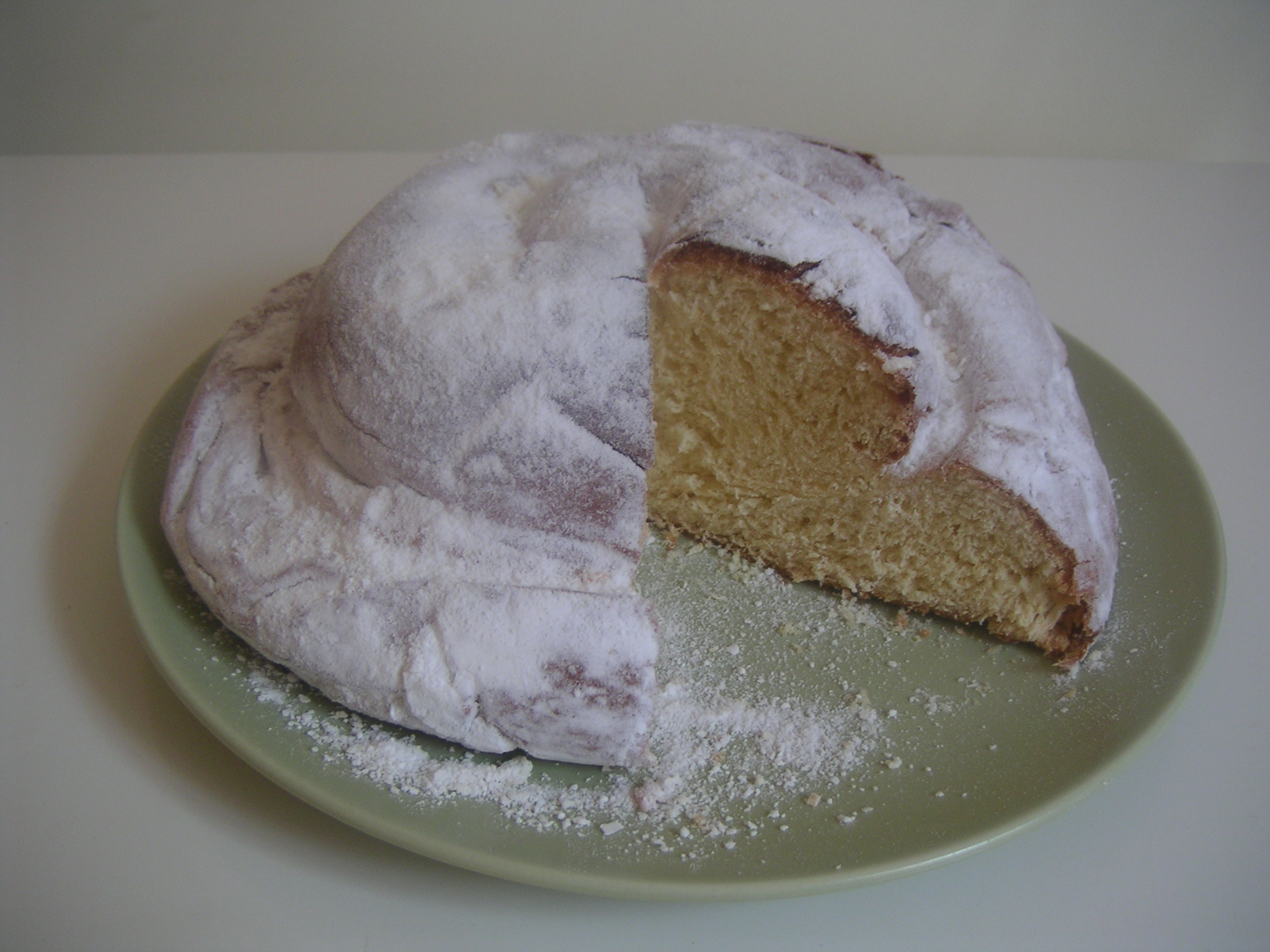
Coca bamba de Menorca

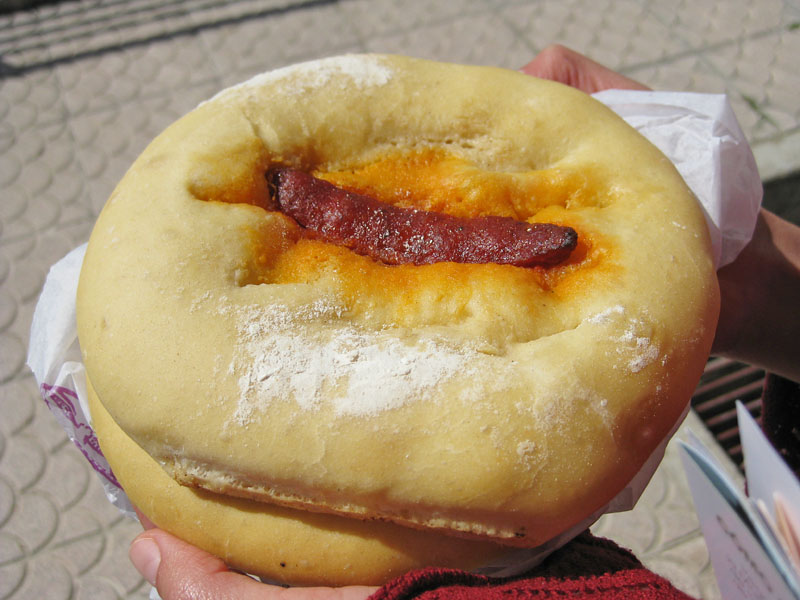
Coca de xoriç de la Marina Alta, un berenar o esmorzar molt habitual

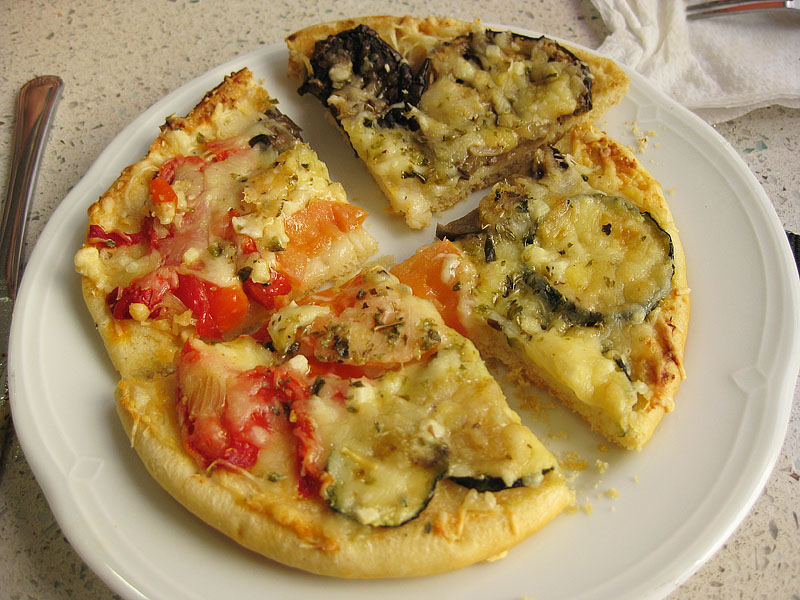
Coca de verdures i formatge molt habitual als forns de la Ribera, que s'assembla molt a una pizzeta

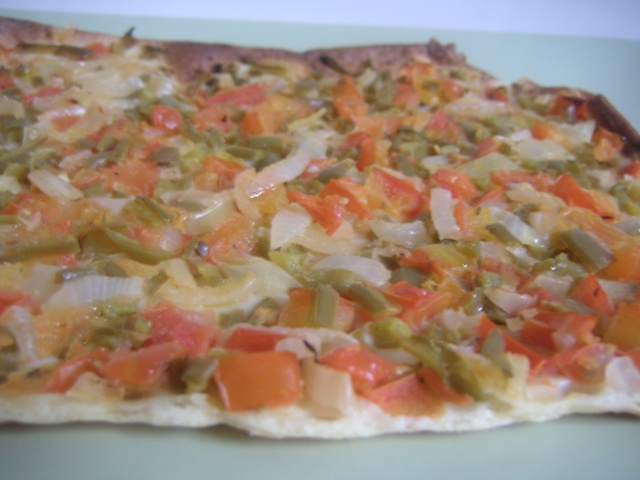
Coca de trempó, molt típica als sopars d'estiu a les illes Balears

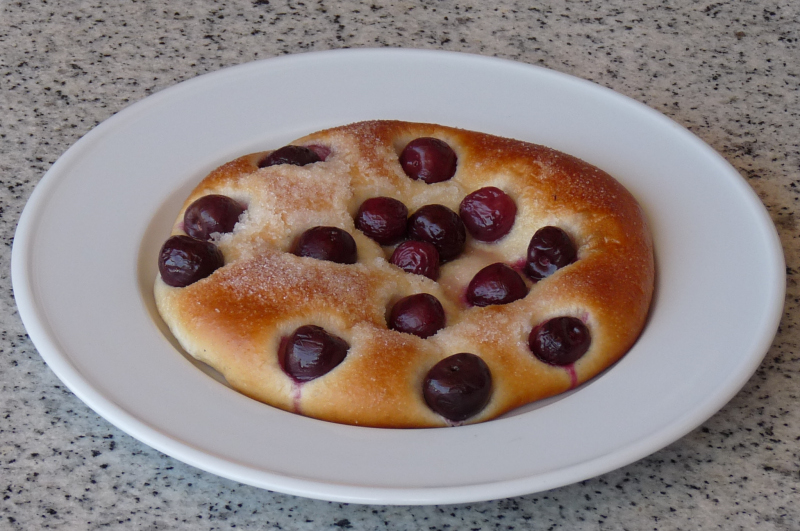
Coca amb cireres típica de Reus i que es menja per Corpus

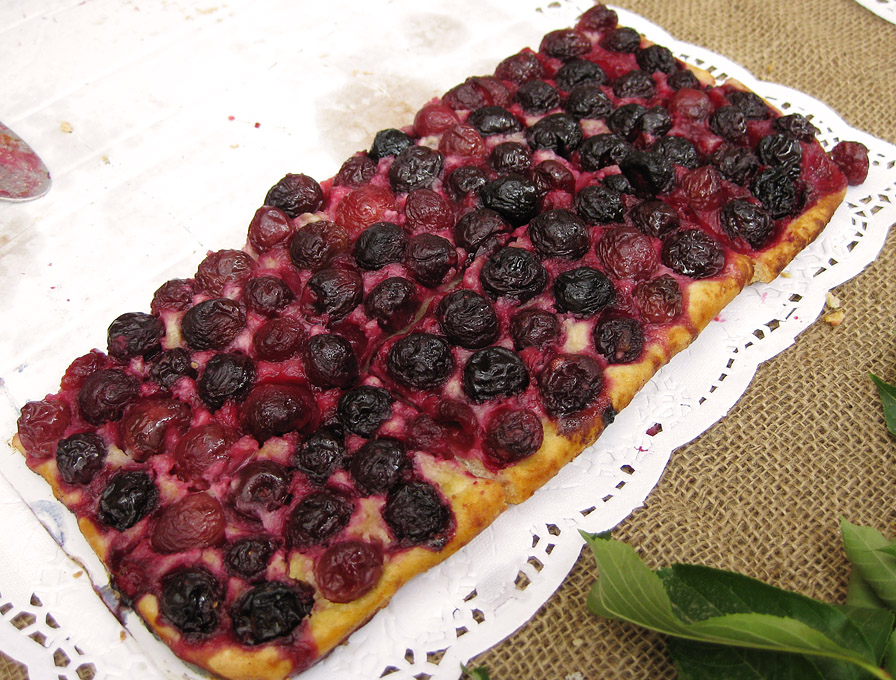
Coca de cireres de la Salzadella, consumides per la collita de juny

La coca i en algunes zones occidentals, coc o també fogassa a la Catalunya del Nord (calc del occità fogaça), és un menjar que té molta tradició arreu de la conca mediterrània.
Coca és un mot que s'aplica a una àmplia gamma de pastissos, tortes i panets. A Menorca anomenen els panets farcits Coc. Es preparen i es consumeixen coques per tot Catalunya, l'orient d'Aragó, el País Valencià, les Illes Balears i Andorra.

## Etimologia i origen
La paraula coca ve de la paraula kok de l'holandès a l'època de l'Imperi Carolingi, és a dir el fràncic, i té les mateixes arrels que cake o kuchen. Aquest terme, amb un significat semblant ('pastís') existeix en occità: còca.
Pel que fa al seu origen teòric, segons Eliana Thibaut i Comalada, la coca s'inventa gràcies a l'aprofitament de masses de pa que no s'havien estufat. En comptes de desfer-se d'aquestes masses, les mestresses de casa les coïen planes i tot, habitualment ensucrades i se servien com a llevant de taula. Ara bé, aquesta pràctica significa que la coca de pa balear, la coca nua catalana i la coca de dacsa saforenca són les més bàsiques i alhora deuen ser les més antigues de totes les coques, desenvolupant aquesta tradició amb l'afegida de condiments i la conversió en un àpat a part, mentre aquelles tres mantenen el costum de mullar o condimentar la coca després de coure-la

## Varietats
"Llur característica resideix en l'extrema varietat de la presentació..."
Les coques poden tenir distints noms i ser de fet iguals, o bé poden compartir nom però variar en mida, forma o ingredients. Per exemple la Coca de Sant Joan és generalment una coca dolça revestida de fruites confitades, però a l'Alacantí és salada i porta tonyina. Les dues són, però, igualment de Sant Joan perquè se'n menja especialment la Nit de Sant Joan. Al capdavall, les receptes varien de poble en poble i s'admet moltes variacions. Caldria destacar que rep el nom "coc" a alguns indrets de la Franja de Ponent, les Terres de Ponent i les Terres de l'Ebre i fins i tot a parts del Camp de Tarragona.
Totes tenen com a principi un pa amanit o panoli. Aquest pa o base pot ser dolç (típic del centre de Catalunya i Catalunya del Nord) o salat típic del País Valencià, les Illes Balears o l'interior de Catalunya. Si és dolç, s'hi inclou ous i sucre, i si és salat s'hi fica llevat i sal. Podem dir que a totes les comarques se'n fan tant de salat com de dolç, si bé cada regió té una preferència per a un o l'altre. Pel que fa al guarniment, la costa sol emprar peix i verdura fresca mentre l'interior prefereix fruites, nous, formatge i cansaladeria. Un element interessant de les coques és que se'n poden fer de salat/dolç, o siga, una mixta de salat i dolç (típicament carn i fruita).
Hi ha moltes coques, però se'n poden distingir segons la següent classificació: 
- Dolça o salada. Segons els ingredients i condiments. La coca sense cap afegit, com són les coques de dacsa rep el nom de coca nua.
- Oberta o tapada.
  - La coca tapada: és una coca farcida, siga dolça o salada
  - La coca oberta o plana: la típica coca que porta el farcit damunt, siga dolç o salat. La majoria de receptes són d'aquest tipus.

La seva mida varia segons la coca i la comarca, així trobem coques des dels 5cm fins a 1 metre.
La coca foradada és una coca amb un forat enmig. També se'n diu torta o roscó.

### Salades
- Coca a la calda o escaldada. És una coca oberta amb trossos de tomaca, llonganissa, botifarra negra i melva o sorra de tonyina, típica de la Marina Baixa i originària d'Algèria.[7]
- Coca amb sal o "Coca en sal". Coca d'oli d'oliva i sal. Típica del País Valencià.
- Coca de carxofa
- Coca de ceba
- Coca de dacsa. Coques planes i rodones per farcir a gust de cadascun, originàries de l'interior de la Safor.
- Coca d'espinacs són espinacs a la catalana, amb panses i pinyons, sobre la massa de coca.
- Coca de Lleida. Una coca de recapte amb bolets, peix i embotit habitual de les comarques de Ponent.
- Coques de mestall. Coques rodones i planes, decorades d'embotit o sardina. De la Valldigna, Safor.
- Coca de Montblanc. Una coca amb conill, tomàquet i olives, feta a Montblanc.
- Coca de molletes. una coca típica de l'Alacantí i el romiatge de Santa Faç.
- Coca nua. Una coca prima i sense condiments.
- Coca d'olives.
- Coca de pa. Una coca prima i sense condiments de les Illes, que és decorada amb sobrassada i altres companatges a l'hora de menjar-la.
- Coca de peix (o de gambes)
- Coca de pernil i raïm
- Coca de pèsols. Una coca oberta o tancada que porta a més tonyina o sardina -o si no n'hi ha, embotit- i també alls i faves.
- Coca de tomaca.
- Coca de tonyina, o de Sant Joan. És una coca de samfaina però que empra tonyina i ceba, o siga pisto. Es menja a l'Alacantí i en especial per a les festes de Sant Joan.
- Coca de trempó. Coca de verdures aixafades i crues de les Illes Balears.
- Coca de verdures. També anomenada d'escalivada, de recapte, de mullador o d'Alcoi - les dues darreres amb samfaina -, és la coca més típica, ja que es pot trobar a gairebé tots els Països Catalans,[1] si bé és especialment típica de les comarques del Ponent català,[3] de Mallorca i de les comarques centrals valencianes. Josep Pla opina que és originària de la Noguera.[8]
- Coca de xulla, d'embotit, de botifarra o de muntanya. Una coca amb cansalada i embotit típica de l'interior valencià com ara l'Alt Palància, les muntanyes d'Alcoi i també als Pirineus.

### Dolces
- Coca d'aire.
- Coca d'albercoc, típica d'Aragó i de les terres de Lleida.[4]
- Coca d'ametlla. Una coca ben típica del País Valencià i més enllà, és produïda a Castelló de la Plana amb denominació d'origen com a Coca de Castelló.
- Coca d'anís Una coca fina, plana i llarga, de pasta mantegosa i farcida d'anís. Típica, entre d'altres, d'Osona.
- Cóc d'avellanes.
- Coca boba o ronyosa. Una coca dolça de massa esponjosa típica de tot el País Valencià.
- Cóc borratxo.
- Coca de brossat.
- Coca de cabell d'àngel, coca de pasta de full tapada, farcida de cabell d'àngel i coberta de pinyons i sucre.
- Coca de carbassa groga.
- Coca celestial. És una coca típica de la ciutat de València.
- Coca amb cireres. És una coca típica de Reus (Baix Camp) i de la Salzadella (Baix Maestrat), que en el primer cas és individual i en el segon, més gran.
- Coca de confitura.
- Coca de creïlla (País Valencià) o coca de patata (Mallorca). S'assembla a una truita de patata però en dolç.
- Coca de crema. Més o menys estesa per tots els Països Catalans, tot i que en canvia la forma.
- Coca dolça amb tallades. Una coca dolça amb sobrassada, de Mallorca.
- Coca fina. Una coca ensucrada.
- Coca flonja.
- Coca de formatge fresc. Típica del Vallespir.
- Coca garlanda. És una coca foradada típica de Vilafranca del Penedès i el Penedès generalment.
- Cóc de iogurt.*
- Coca de llardons Feta de farina, ous, sucre, pell de llimona i llardons trinxats, cuita al forn i coberta de pinyons. Especialment típica a les zones muntanyoses com ara el Pirineu, es presenta a tots els Països Catalans sota diversos noms: de greixons o greixots (Girona), de roes (Menorca), de raïssons (Mallorca), de xinxarrons (Eivissa), de xitxarrons (País Valencià) i de greixillons (Catalunya del Nord). És típic de tot Catalunya menjar-la pel Dijous gras.
- Coca de llauna (o de llanda) És la coca més habitual a les Comarques Centrals del País Valencià i de les de Túria-Xúquer. És una coca de massa esponjosa que conté suc de taronja i feta al forn dins d'una llauna.
- Coca de Llavaneres coca farcida de crema i coberta de massapà, sucre i pinyons. De vegades les clares que sobren de la crema es barregen amb la capa de sucre i pinyons sobre el massapà. La denominació d'aquesta coca recau als inicis de la democràcia espanyola, quan en Robert Tarrés Molina, de Santa Susanna, esperava anciosament la seva estimada padrina de Sant Andreu de Llavaneres, la qual portava una coca per fer-lo content, sabent que era un llaminer. Aquesta coca estava feta de pasta de full, una capa de massapà, crema per damunt i es tornava a tancar amb pasta de full ensucrant i repartint pinyons la part de sobre, que quedava cruixent en el fornejat, i finalment s'afegia sucre glass per acabar-la d'endocir. Anys després en Robert va passar a treballar a la pastisseria Bosch de Pineda de Mar, on va revelar la composició de la coca que tant li agradava i la van començar a elaborar de la forma descrita. Una dècada més tard, treballant a Sant Pol de Mar, va passar la composició de la coca a la pastisseria Sauleda i, va ser a partir d'aquí, que es va estendre a arreu. Fent d'un reclam de la padrina, una denominació d'origen: Coca de Llavaneres.
- Coca de llet.
- Coca de llimonada.
- Coca de maduixes.
- Coca Maria o coca bamba. Una coca esponjosa d'aspecte semblant a una ensaïmada més alta. Se sol menjar acompanyat amb xocolate desfet, com una mona de Pasqua. Típica de Menorca, també es menja al País Valencià.
- Coca masegada, feta amb moscatell i aiguardent i sense llevat.[9]
- Coca de reis (o Tortell, Torta de reis, Galeta de reis i Roscó de reis) Molt paregut a l'exterior a la de Sant Joan - però en forma de cèrcol -, però en aquest cas és habitual a tot Espanya i França, i es menja el dia de reis. L'interior es farceix amb massapà i amaga un favó i una figureta. La tradició diu que a qui li toqui la fava ha de pagar el tortell mentre que qui trobi la figureta, que sol tenir forma de rei mag, es posarà la corona de cartró que adorna el centre del tortell.
- Coca de Montserrat o montserratina. Una coca tova, allargada i estreta, coberta de sucre i típica de Montserrat.
- Coca amb molles.
- Coc de nous.
- Coca de pastanaga. És típica de l'Empordà, i porta pastanaga ratllada.
- Coca de pinyons.
- Coc de poma (o saorrenc, coca de massana) o de codony. Típica de gran part de les Terres de l'Ebre i del País Valencià.
- Coc ràpid.
- Coca de sagí. De Mallorca.
- Coquetes de Sant Blai
- Coca de Sant Cristòfol
- Coca de Sant Joan, arquetípica de les festes de la Nit de Sant Joan. La seua versió dolça és la més estesa i es consisteix d'una pasta gruixuda i gran, espolsat de sucre, nous i fruites confitades.
- Coca de sobrassada i mel típica de les Balears.
- Coca de sucre o de vidre. Una coca nua, sense més guarniment que un roll d'oli i sucre. En algunes versions (Illes Balears) s'hi afegeixen bolletes de sobrassada o de xuia o totes dues coses alhora.
- Coca de taronja.
- Coca de vidre, coca allargada i molt fina, ensucrada i esquitxada d'anís, de manera que es forma una capa caramel·litzada transparent per sobre, com un vernís dur o vidre, d'on li ve el nom. De vegades tenen alguns pinyons. És molt habitual a, per exemple, Barcelona.
- Coca de Vilafranca
- Coca de xocolata

La coca amb fulls de Menorca és feta amb pasta de full superposada.

## La coca a la cultura popular
"Les coques són (...) molt lligats a les tradicions del nostre país."
Al nostre país, la coca té una relació directa amb la festa. És típic comprar o preparar coques els dies festius, sobretot a Pasqua, Nadal i per a la Nit de Sant Joan. Fins i tot, algunes coques porten el nom d'un sant i se'n menja aquell dia (la coca de Sant Joan, per exemple). Tanmateix, moltes persones se'n mengen sense cap motiu festiu, sobretot si considerem que en altres indrets, com ara Itàlia, aquest menjar no té cap caire festiu o religiós. La coca de recapte obeïx aquesta lògica, ja que el recapte és el menjar o àpat que hom s'endú al camp per berenar.
La coca és un menjar tant de pobre com de ric, i un element bàsic de la cuina catalana, el qual la converteix en una part important de la cultura popular catalana.
Dites populars sobre coques (d'aquí):
- Coca i coqueta, tot surt de la pasteradeta.
- Coca prima satisfà la vista, però no atipa.
- Tantes boques, tantes coques.
- A falta de pa, bones són coques.
- Abril gelat, coques de blat.

## Promoció
Al segle passat la coca no era tan comú a les fleques de les ciutats de Catalunya del Nord i del País Valencià, bé perquè es considerava un estrangerisme o bé perquè era un menjar massa "popular". A la darreria del segle xx, però, la gastronomia local ha reviscolat per l'interès gastronòmic i cultural de turistes i oriünds. S'està fent diversos esforços per recuperar la gastronomia autòctona i en especial, la coca. S'han fet alguns receptaris que reprodueixen, amb petites variacions segons el lloc o la font, les fórmules populars, com per exemple el fet per l'Escola Municipal de Cuina de Tortosa. D'altres han tornat a fer-ne, com és el cas del Gremi de Flequers de Catalunya del Nord, que s'ha compromès a produir-ne set.

## Preparacions semblants
La coca, especialment en la seua variant salada, es troba a molts indrets del mediterrani. El més obvi és Itàlia, on la pizza també pot ser dolça si bé la més famosa, la de Nàpols, s'assembla molt a la coca de tomaca. D'altres països també tenen pastissos semblants a la coca salada, per exemple la pissaladiera de Provença, la lahmacun d'Armènia i la pide de Turquia. A França trobem una coca tapada que es diu "Bouchée à la Reine". Pot ser la coca dolça siga menys freqüent fora dels Països Catalans, tanmateix podem trobar coques tapades tant dolces com salades arreu d'Europa, sobretot confitades. La coca de reis és tradicional tant al nostre país com a Occitània i Espanya. Malgrat tot, la immensa comercialització del nom italià - pizza - ha fet que molts catalans distingeixen entre la coca feta a casa o a cal flequer, i la pizza que comprem al supermercat o demanem al restaurant.
Tan sols en occità es pot trobar una preparació semblant que, a més a més, comparteix el nom: la còca, en occità, fa referència als pastissos.
Tanmateix la coca en els seus orígens medievals és ben diferent de la pizza italiana malgrat que nouvinguts l'han anomenada de vegades com una "mena de pizza", o fins i tot "pizza catalana", ja que la pizza és coneguda a tot el món occidental gràcies als immigrants italians als Estats Units d'Amèrica. Però la pizza no és una coca. La pissaladiera, la pide i d'altres són molt més antigues que la pizza, ja que tenen almenys dos mil anys, no tenen una base per tant de salsa de tomàquet, que fou introduït molt més tard - tot i l'aparició moderna de la coca de samfaina i la coca de tomaca al País Valencià - ni en general estan gratinades. A més, se solen menjar fredes. Al contrari que les pizzes, hi ha coques salades, dolces i agredolces - la coca de sobrassada i la coca de llauna són dues coques sense cap semblança amb la pizza -, per exemple); i hi ha una gran quantitat de coques arrelades a festes i costums populars.